# Rotax
Rotax es el nombre de marca de una gama de motores de combustión interna desarrollados y fabricados por la compañía austriaca BRP-Rotax GmbH & Co KG (hasta que 2016 BRP-Powertrain GmbH & Co. KG), y posteriormente adquiridos por la empresa canadiense Bombardier Recreational Products.
El motor Rotax de Ciclo de cuatro tiempos se adelantó a los motores de dos tiempos y fueron utilizados por gran parte de los vehículos terrestres, marítimos y aéreos. Bombardier Recreational Products (BRP) los utiliza en su gama propia de vehículos. En la clase de aeronaves ligeras, en 1998 Rotax vendió todos sus motores de combustión a otros fabricantes.

## Historia
La compañía fue fundada en 1920 en Dresden, Alemania, cuando ROTAX-WERK AG. En 1930,  esté tomado encima por Fichtel & Sachs y transfirió sus operaciones a Schweinfurt, Alemania.
Las operaciones fueron movidas a Wels, Austria, en 1943 y finalmente a Gunskirchen, Austria, en 1947. En 1959, la mayor parte de las acciones de Rotax fueron tomadas en la base de Viena Lohner-Werke, un fabricante de automovilístico y vagones de ferrocarril.
En 1970, Lohner-Rotax fue comprado por el canadiense Bombardier Inc. El anterior gama Bombardier, Bombardier Recreational Products, es ahora una compañía independiente y utiliza los motores Rotax en sus vehículos de tierra, motos de agua, y motos de nieve.

## Productos

### Motores de aeronave

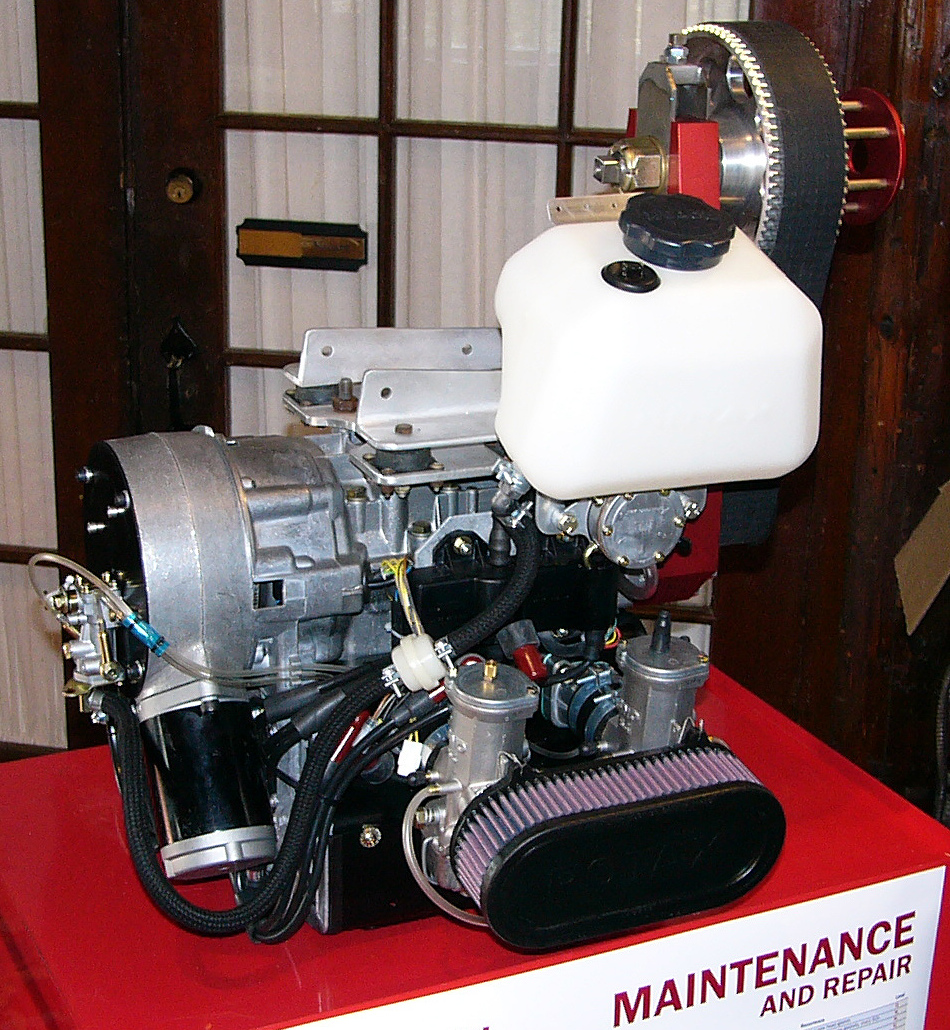
Rotax 503

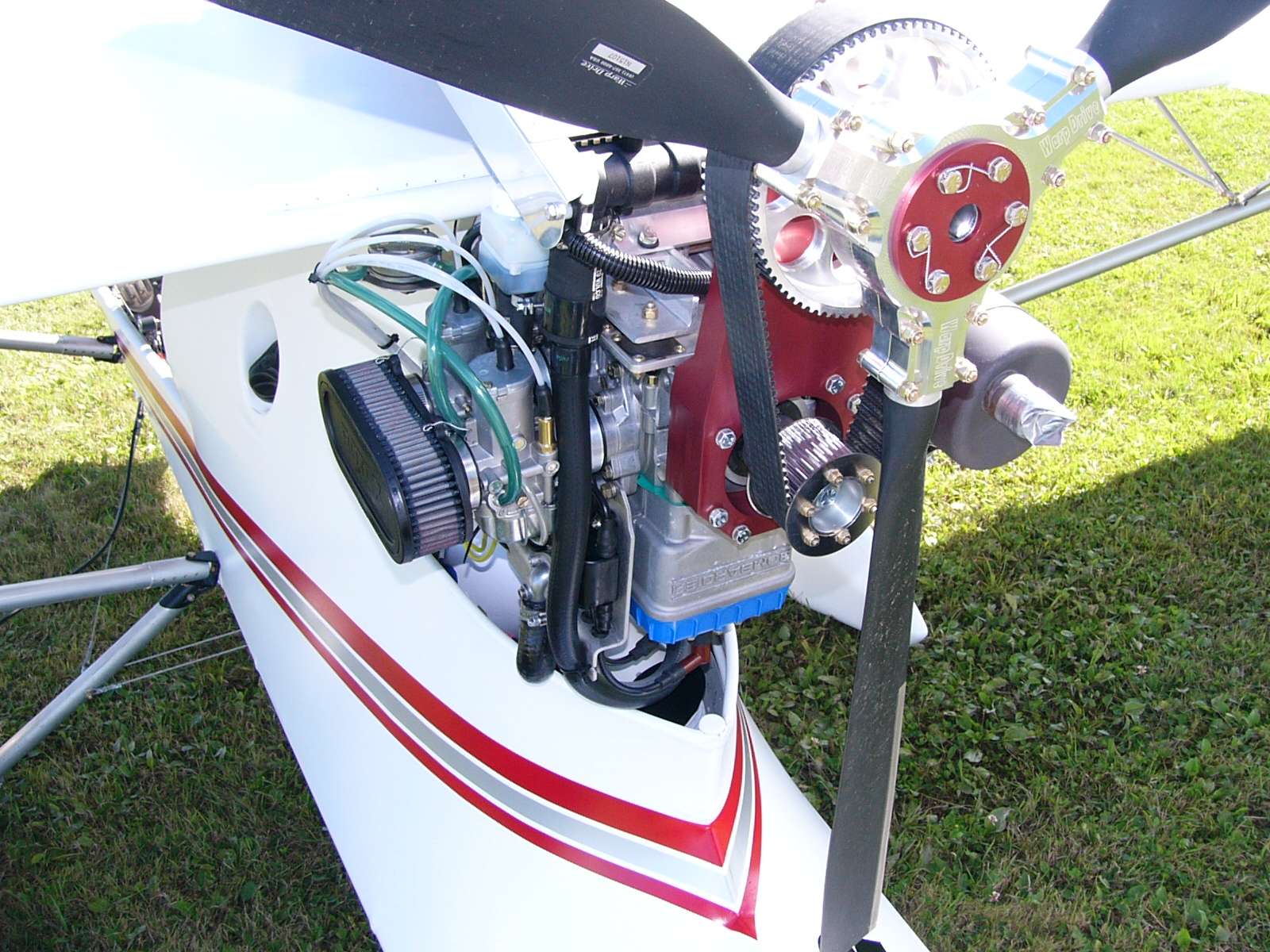
Rotax 582 montado en un Quad City Challenger II

Rotax suministra motores de aeronave para ultraligeros, aviones ligeros y vehículos aéreos no tripulados.
Rotax engines diseñaron específicamente para las aeronaves ligeras incluyen ambos cuatro-tiempos y modelos de dos tiempos. 
Los modelos actuales son:
- Rotax 912 series, cuatro-tiempos
- Rotax 914 series, cuatro-tiempos
- Rotax 915 series, cuatro-tiempos
- Rotax 582 UL, dos-tiempos

Modelos históricos ya no en la producción incluye:
- Rotax 275, dos-tiempos
- Rotax 277, dos-tiempos
- Rotax 377, dos-tiempos
- Rotax 447 UL, dos-tiempos
- Rotax 503 UL, dos-tiempos
- Rotax 532 UL, dos-tiempos
- Rotax 535 certificó dos-tiempos[5]
- Rotax 618 UL, dos-tiempos

### Karting Motores
La compañía desarrolló el Rotax MAX motor para Karting. Esto motor de 2 tiempos la serie estuvo lanzada 1997.

### OEM
La compañía también produce motores de marca blanca, partes y trenes completos para Fabricantes de Equipamiento Original (OEM). Los usos incluyen motocicletas y patinetes, con los motores completos que incluyen el Rotax 122 y Rotax 804. Diversos fabricantes de motocicletas utilizan los motores Rotax incluyendo Aprilia, BMW (F y serie de G), Buell y KTM. 